# 赤井照景
赤井 照景（あかい てるかげ）は、戦国時代から安土桃山時代にかけての武将。上野国館林城主。

## 略歴
弘治2年（1556年）、父の赤井照康が館林城を築城する。程なくして死去したために、姉婿である長尾当長の後見を受けて館林城主となる。しかし、我儘な性格で家臣の人望が薄く、上杉謙信の関東出兵にも北条氏や古河公方足利義氏の威を借りて出陣を拒んだ。そこで、永禄2年（1562年）に上杉軍が長尾顕長の案内を受けて館林城を攻略する。照景は幼少である事を考慮されて助命されて宇都宮広綱の許に出奔した。
宇都宮家中では武勇に優れた武将として活躍して、後に下野国徳次郎に所領を与えられたが、宇都宮家中の内紛に巻き込まれて殺害されたという。
これらは『館林記』など館林市周辺に伝わる経歴である。しかし、これらは同時代史料と比較して差異が多く、史料価値は低いとされる。また、研究による館林城築城年代は不明で、永禄2年（1562年）の館林城落城時の城主は「赤井文六」とあり諱は伝わらない。文六の事跡も落城後に忍へ逃亡したとしか分からない。このため、照景は父・照康と共に、館林城に代々あった上野赤井氏との関連は不明となっている。